# Congregazione dei chierici mariani

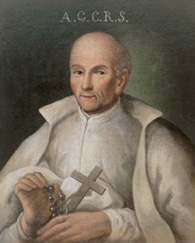
Stanisław Papczyński, fondatore dell'ordine

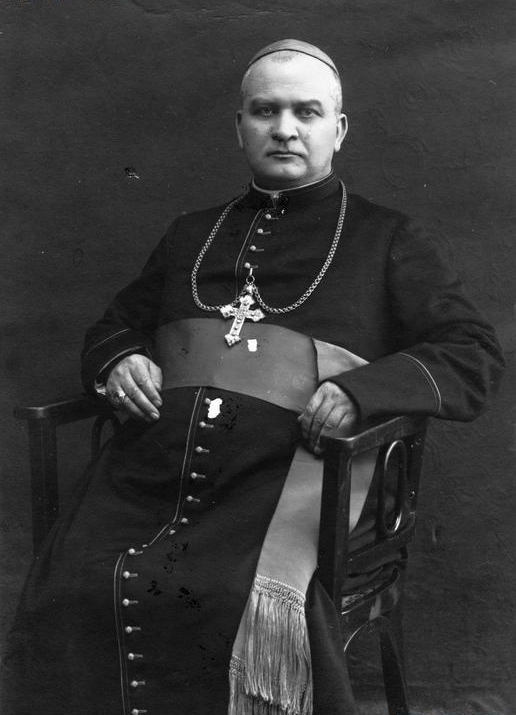
Jurgis Matulaitis-Matulevičius, restauratore della congregazione

La Congregazione dei chierici mariani (in latino Congregatio Clericorum Marianorum sub titulo Immaculatae Conceptionis Beatissimae Virginis Mariae) è un istituto religioso maschile di diritto pontificio: i membri di questa congregazione clericale, detti semplicemente Mariani, pospongono al loro nome la sigla M.I.C.

## Storia
La congregazione venne fondata da Stanisław Papczyński (1631-1701). Il 10 dicembre 1670 lasciò l'ordine piarista e insieme a tre nobili laici diede vita a una piccola comunità eremitica a Korabiewice (l'attuale Puszcza Mariańska). I religiosi adottarono un abito bianco e si prefissero le finalità di propagare la devozione all'Immacolata Concezione, suffragare le anime del Purgatorio e coadiuvare i sacerdoti nel ministero parrocchiale, specialmente presso le popolazioni rurali: la comunità ricevette la prima approvazione ecclesiastica il 24 ottobre 1673 e venne canonicamente eretta nel 1679 dal vescovo di Poznań.
Nel 1681 i chierici Mariani ottennero il primo riconoscimento da parte della Santa Sede e nel 1699 papa Innocenzo XII li riconobbe come ordine di chierici regolari. Dovettero adottare una regola già approvata e la scelta ricadde su quella della monache Annunziate: poiché le religiose erano sottoposte alla direzione dei Frati Minori, l'adozione della regola comportò per i chierici l'aggregazione all'ordine francescano.
La prima professione dei voti si ebbe a Góra Kalwaria il 6 giugno 1701, pochi mesi prima che il fondatore morisse. L'ordine ebbe rapida diffusione in Polonia e Lituania: nel 1750 vennero aperte le prime case in Portogallo e nel 1779 ai Mariani venne concessa anche la chiesa dei Santi Vito e Modesto a Roma. Nel 1787 venne annullata l'aggregazione all'Ordine dei Frati Minori.
Tra il XVIII e il XIX secolo ebbe inizio il declino dell'ordine: i chierici persero prima le case in Portogallo, poi il convento romano; anche le case in territorio polacco-lituano cominciarono a decadere a causa dell'ostilità del governo zarista, soprattutto dopo il tentativo di insurrezione della Polonia del 1831.
Nel 1867 i chierici Mariani si erano ridotti a 24, nel 1897 erano rimasti in 3 e nel 1908 rimaneva un solo membro. Per evitare che l'ordine si estinguesse Jurgis Matulaitis-Matulevičius (1871-1927) ottenne dalla Santa Sede di entrare nell'ordine senza compiere il noviziato: poi chiese di poter adottare l'abito nero del clero secolare in luogo di quello bianco e di abbandonare i voti solenni, trasformando l'ordine in congregazione di voti semplici.
Il 29 agosto 1909, data che segna la rinascita dei chierici Mariani, venne aperto un nuovo noviziato e il 28 novembre 1910 papa Pio X approvò le nuove costituzioni.
Matulaitis-Matulevičius è stato beatificato a Roma da papa Giovanni Paolo II il 28 giugno 1987; papa Francesco ha canonizzato Papczyński il 5 giugno 2016.

## Attività e diffusione
I chierici mariani si dedicano soprattutto all'istruzione e all'educazione cristiana della gioventù, al ministero sacerdotale, alle missioni e all'apostolato della stampa.
Sono presenti in Europa (Bielorussia, Germania, Italia, Lettonia, Lituania, Polonia, Portogallo, Regno Unito, Repubblica Ceca, Slovacchia, Ucraina), nelle Americhe (Argentina, Brasile, Stati Uniti d'America), in Africa (Camerun, Ruanda), in Asia (Filippine, Kazakistan) e in Australia; la sede generalizia è a Roma.
Alla fine del 2005 la congregazione contava 59 case, 495 religiosi e 354 sacerdoti.